# Kraj południowomorawski (1960–2020)
Kraj południowomorawski (czes. Jihomoravský kraj) powstał 11 kwietnia 1960 na podstawie ustawy nr 36/1960 o podziale terytorialnym państwa jako obszar administracyjny, odpowiednik polskiego województwa. Na podstawie ustawy nr 51/2020 z 29 stycznia 2020 w sprawie terytorialnego podziału administracyjnego państwa przestał istnieć 1 stycznia 2021. 
Siedzibą kraju było Brno. Obejmował on południową część Moraw i fragment Czech właściwych. Na północnym zachodzie graniczył z krajem wschodnioczeskim, na zachodzie z krajem południowoczeskim, na południowym zachodzie z Dolną Austrią, na południowym wschodzie ze słowackimi krajami trnawskim i trenczyńskim, a na północnym wschodzie z krajem północnomorawskim.
Obejmował czternaście powiatów: Blansko, Brno Miasto, Brno Powiat, Brzecław, Hodonín, Igława, Kromieryż, Prościejów, Třebíč, Uherské Hradiště, Vyškov, Zlín (do 1990 Gottwaldov), Znojmo, Zdziar nad Sazawą.
Pierwotnie kraj południomorawski był także jednostką samorządu terytorialnego posiadającą własną administrację. Na podstawie ustawy nr 347/1997 i ustawy nr 129/2000 o krajach kompetencje samorządu terytorialnego przejęły nowe jednostki; „stare“ kraje stały się jedynie okręgami administracyjnymi dla np. sądów (Sąd Okręgowy w Brnie), prokuratury, policji czy urzędów skarbowych. 1 stycznia 2021 przestał istnieć również jako okręg administracyjny.
Powiaty Blansko, Brno Miasto, Brno Powiat, Brzecław, Hodonín, Vyškov i Znojmo tworzą samorządowy kraj południowomorawski (do 2001 kraj brneński). Powiaty Kromieryż, Uherské Hradiště i Zlin wchodzą w skład samorządowego kraju zlińskiego. Powiaty Igława, Třebíč i Zdziar nad Sazawą zostały włączone do samorządowego kraju Wysoczyna (do 2001 kraj igławski), a powiat Prościejów – ołomunieckiego.